# Eudrapa lepraota
Eudrapa lepraota är en fjärilsart som beskrevs av George Francis Hampson 1926. Eudrapa lepraota ingår i släktet Eudrapa och familjen nattflyn. Inga underarter finns listade i Catalogue of Life.